# Chiesa di San Vito (Gergei)
San Vito è una chiesa di Gergei, edificata nel XIV secolo in stile gotico-catalano. È parrocchiale.

## Storia
La chiesa di San Vito è stata costruita nel XIV secolo in stile gotico catalano, e si sa con precisione che venne finita nel 1328, come ricorda una targa dell'epoca che si trova sulla facciata.

## Descrizione
L'edificio è in stile gotico catalano, benché in alcune parti abbia subito modifiche, dopo la controriforma, in stile barocco.
La facciata è semplice, in pietra chiara: l'ingresso avviene tramite un portale a tutto sesto ornato da semplici decorazioni tipiche del gotico-catalano.
L'interno è a una navata, e ai lati sono presenti numerose e ricche cappelle
Il campanile si trova a destra della facciata; è a canna quadra, con monofore. 
Del patrimonio della chiesa fanno parte numerosi quadri del XVI secolo, come la Pala della Madonna del Libro, il Retrato de la Virgen del Maestro di Sanluri, il Retablo di Gergei di Antioco Mainas.
Degno di nota l'organo ivi custodito: venne edificato nella seconda metà del secolo XVIII dall'artefice Giuseppe Lazzari (originario di Chiavenna).